# Verzorgende
Een verzorgende is een functie in de ambulante zorgsector. In Vlaanderen is dit de functienaam, in Nederland is dit verzorgende individuele gezondheidszorg (VIG) voor zorgpersoneel met een MBO-opleiding (niveau 3).

## Vlaamse thuiszorg
Een verzorgende verleent thuiszorg aan de cliënt, hij of zij staat in voor de algemene dagelijkse levensverrichtingen (ADL) indien de zelfzorg tekortschiet:
- Fysieke verzorging: dagelijks en wekelijks toilet, hulp bij aan- en uitkleden, hulp bij toiletgang, baby- en kinderverzorging, haar-, baard-, voet en nagelverzorging, zorg aan zintuigen: oren en ogen. Ook klaarzetten en of observatie medicatietrouwheid, specifieke zorgen zoals hulp bij mobiliteit, observeren en rapporteren.
- Algemene huishouding: huishoudelijke verzorging zoals het voorbereiden en koken van (dieet)maaltijden, verzorging van de kledij, zoals wassen, strijk, verstelwerk. Dagelijkse zorg zoals opruimen, bedden opmaken en verschonen, beperkt onderhoud van de bewoonde ruimtes en het doen van boodschappen, al of niet samen met de cliënt.
- Algemene ondersteunende taken als verplaatsingen met de wagen, opvang en ondersteuning van gezinsleden, opvoedingsondersteuning van de kinderen, informatie geven over hulpmiddelen en voorzieningen, hulp bij gezinsadministratie, structuur brengen in de organisatie van het algemeen dagelijks leven en psychosociale ondersteuning.

Bij problemen rapporteert de verzorgende naar de eigen dienst, een verpleegkundige of huisarts. De zorg die de verzorgende biedt is geen standaardpakket maar individueel aangepast aan de zorgvraag.

## Bron
- Corporate brochure familiehulp van de vzw Familiehulp binnen de christelijke werknemersorganisatie (ACW) in België.